# Aborto en Baréin
El aborto en Baréin es legal si se solicita previamente, más la autorización por un panel de médicos. Según el Código Penal de 1976, el aborto es solo ilegal cuando es autoinducido, cuyo hecho se sanciona a la mujer embarazada con 6 meses de cárcel, y ese aborto es realizado sin el consentimiento de la mujer, el responsable será condenado a 10 años de cárcel.
En 2002, las Naciones Unidas reportaron un índice de 11.1 abortos por 1000 mujeres entre 15 y 44 años.